# Saint-Martin-du-Mont (Saona e Loira)
Saint-Martin-du-Mont è un comune francese di 207 abitanti situato nel dipartimento della Saona e Loira nella regione della Borgogna-Franca Contea.

## Società

### Evoluzione demografica
Abitanti censiti